# Secrétaire d'État à la Santé du cabinet fantôme
Le secrétaire d'État à la Santé et à la Sécurité sociale du cabinet fantôme fait partie du cabinet fantôme du Royaume-Uni. Il est chargé de la politique de l'opposition sur la santé. 
L'actuel secrétaire de l'ombre est le parlementaire Edward Argar.

## Liste des secrétaires de l'ombre
| Secrétaires d'État à la Santé                         | Secrétaires d'État à la Santé | Secrétaires d'État à la Santé | Secrétaires d'État à la Santé | Secrétaires d'État à la Santé | Secrétaires d'État à la Santé | Secrétaires d'État à la Santé                                    | Secrétaires d'État à la Santé |
| Nom                                                   | Nom                           | Nom                           | Début de mandat               | Fin de mandat                 | Parti politique               | Cabinet fantôme                                                  | Ref                           |
| ----------------------------------------------------- | ----------------------------- | ----------------------------- | ----------------------------- | ----------------------------- | ----------------------------- | ---------------------------------------------------------------- | ----------------------------- |
|                                                       | Shirley Williams              |                               | 19 juin 1970                  | 19 octobre 1971               | Labour                        |                                                                  |                               |
|                                                       | Barbara Castle                |                               | 19 octobre 1971               | 24 mars 1972                  | Labour                        |                                                                  |                               |
|                                                       | Unknown                       |                               | 24 mars 1972                  | 4 mars 1974                   | Labour                        |                                                                  |                               |
|                                                       | Keith Joseph                  |                               | 4 mars 1974                   | 11 mars 1974                  | Conservateur                  | Secrétaire d'État à la Santé et aux Services sociaux (1970-1974) |                               |
|                                                       | Geoffrey Howe                 |                               | 11 mars 1974                  | 18 février 1975               | Conservateur                  |                                                                  |                               |
|                                                       | Norman Fowler                 |                               | 18 février 1975               | 19 novembre 1976              | Conservateur                  |                                                                  |                               |
|                                                       | Patrick Jenkin                |                               | 19 novembre 1976              | 4 mai 1979                    | Conservateur                  |                                                                  |                               |
|                                                       | David Ennals                  |                               | 4 mai 1979                    | 14 juin 1979                  | Labour                        | Secrétaire d'État à la Santé et aux Services sociaux (1976-1979) |                               |
|                                                       | Stanley Orme                  |                               | 14 juin 1979                  | 8 décembre 1980               | Labour                        |                                                                  |                               |
|                                                       | Gwyneth Dunwoody              |                               | 8 décembre 1980               | 31 octobre 1983               | Labour                        |                                                                  |                               |
|                                                       | Michael Meacher               |                               | 31 octobre 1983               | 13 juillet 1987               | Labour                        |                                                                  |                               |
|                                                       | Robin Cook                    |                               | 13 juillet 1987               | 18 juillet 1992               | Labour                        |                                                                  | [ 1 ]                         |
|                                                       | David Blunkett                |                               | 18 juillet 1992               | 20 octobre 1994               | Labour                        |                                                                  | [ 2 ]                         |
|                                                       | Margaret Beckett              |                               | 20 octobre 1994               | 19 octobre 1995               | Labour                        |                                                                  | [ 3 ]                         |
|                                                       | Harriet Harman                |                               | 19 octobre 1995               | 1er juillet 1996              | Labour                        |                                                                  | [ 4 ]                         |
|                                                       | Chris Smith                   |                               | 1er juillet 1996              | 2 mai 1997                    | Labour                        |                                                                  | [ 5 ]                         |
|                                                       | Stephen Dorrell               |                               | 2 mai 1997                    | 11 juin 1997                  | Conservateur                  | Ancien secrétaire d'État à la Santé (jusqu'au 1er mai 1997)      |                               |
|                                                       | John Maples                   |                               | 11 juin 1997                  | 1er juin 1998                 | Conservateur                  |                                                                  | ,                             |
|                                                       | Ann Widdecombe                |                               | 1er juin 1998                 | 13 janvier 1999               | Conservateur                  |                                                                  | [ 8 ]                         |
|                                                       | Liam Fox                      |                               | 13 janvier 1999               | 6 novembre 2003               | Conservateur                  |                                                                  | [ 9 ]                         |
|                                                       | Tim Yeo                       |                               | 6 novembre 2003               | 19 juin 2004                  | Conservateur                  | Secrétaire d'État de l'ombre à la Santé et Education             | [ 10 ]                        |
|                                                       | Andrew Lansley                |                               | 19 juin 2004                  | 12 mai 2010                   | Conservateur                  | Devenu secrétaire d'État à la Santé, est resté jusqu'en 2012     | ,                             |
|                                                       | Andy Burnham                  |                               | 12 mai 2010                   | 8 octobre 2010                | Labour                        | Ancien secrétaire d'État à la Santé (jusqu'au 11 mai 2010)       |                               |
|                                                       | John Healey                   |                               | 8 octobre 2010                | 6 octobre 2011                | Labour                        |                                                                  |                               |
|                                                       | Andy Burnham                  |                               | 7 octobre 2011                | 13 septembre 2015             | Labour                        | Ancien secrétaire d'État à la Santé (jusqu'au 11 mai 2010)       |                               |
|                                                       | Heidi Alexander               |                               | 13 septembre 2015             | 26 juin 2016                  | Labour                        | Jeremy Corbyn                                                    |                               |
|                                                       | Diane Abbott                  |                               | 27 juin 2016                  | 6 octobre 2016                | Labour                        | Jeremy Corbyn                                                    |                               |
|                                                       | Jonathan Ashworth             |                               | 7 octobre 2016                | 6 avril 2020                  | Labour                        | Jeremy Corbyn                                                    |                               |
| Secrétaire d'État à la Santé et à la Sécurité sociale |                               |                               |                               |                               |                               |                                                                  |                               |
|                                                       | Jonathan Ashworth             |                               | 6 avril 2020                  | 29 novembre 2021              | Labour                        | Keir Starmer                                                     |                               |
|                                                       | Wes Streeting                 |                               | 29 novembre 2021              | 5 juillet 2024                | Labour                        | Keir Starmer                                                     |                               |
|                                                       | Victoria Atkins               |                               | 8 juillet 2024                | 5 novembre 2024               | Conservateur                  | Rishi Sunak                                                      |                               |
|                                                       | Edward Argar                  |                               | 5 novembre 2024               | en cours                      | Conservateur                  | Kemi Badenoch                                                    |                               |